# Thomas Didillon
Thomas Didillon (Seclin, 28 november 1995) is een Franse voetballer. Hij is een doelman en stond tot juni 2024 onder contract bij Cercle Brugge KSV. In het seizoen 2022-2023 werd hij uitgeleend aan AS Monaco. In juli 2024 tekende hij een tweejarig contract bij Willem II Tilburg. 

## Clubcarrière

### FC Metz

#### Jeugd en debuut
Didillon begon te voetballen bij ASM Metz, een amateurclub waar zijn moeder in het bestuur zetelde. Daar trok hij de aandacht van de naburige profclub FC Metz. Didillon sloot zich in 2008 aan bij het opleidingscentrum van de club. In het seizoen 2013/14 maakte hij de overstap naar het eerste elftal, dat toen uitkwam in de Ligue 2. Hij maakte op 16 mei 2014, op de laatste speeldag van de Ligue 2, onder toenmalig trainer Albert Cartier zijn officiële debuut voor de club op het veld van Stade Lavallois. Metz, waar Johann Carrasso in die dagen eerste doelman was, was toen al kampioen. De wedstrijd eindigde op 0-0.

#### RFC Seraing
In het seizoen 2014/15 werd Didillon uitgeleend aan RFC Seraing, de zusterclub van Metz die toen uitkwam in de toenmalige Proximus League. Ook Saliu Popoola en Samy Kehli werden die zomer aan Seraing uitgeleend. Daar stond hij in 31 van de 34 competitiewedstrijden onder de lat. Didillon eindigde met Seraing vierde in de Belgische tweede divisie en keerde op het einde van het seizoen terug naar Frankrijk.

#### Eerste elftal
Toen Didillon terugkeerde naar zijn moederclub, was Metz opnieuw gedegradeerd naar de Ligue 2. In het seizoen 2015/16 werd de doelman, op negentienjarige leeftijd, door toenmalig coach José Riga tot eerste doelman van FC Metz gepromoveerd. Tussen september en november 2015 stond hij acht speeldagen aan de kant wegens een handblessure, en ook in februari 2016 miste hij drie wedstrijden, maar voor de rest was hij een vaste waarde in het elftal dat dat seizoen via een derde plaats de terugkeer naar de Ligue 1 forceerde.
In het seizoen 2016/17 maakte Didillon met Metz zijn opwachting in de Ligue 1, met als doublures David Oberhauser en de pas aangetrokken Eiji Kawashima. De Fransman speelde dat seizoen 32 van de 38 competitiewedstrijden bij Metz, dat veertiende eindigde in de Ligue 1.

### RSC Anderlecht
In juni 2018 raakte bekend dat Didillon een contract voor vijf jaar had ondertekend bij RSC Anderlecht. Hij werd overgenomen voor 2 miljoen euro van FC Metz, dat opnieuw naar de Ligue 2 was gedegradeerd. Didillon kwam op aanspraak van toenmalig sportief directeur Luc Devroe, die de doelman eerder al naar KV Oostende had proberen halen.
Op 28 juli 2018 debuteerde Didillon in de Jupiler Pro League in het Guldensporenstadion tegen KV Kortrijk. Didillon werd al snel eerste doelman bij Anderlecht: in zijn eerste seizoen miste hij geen enkele competitiewedstrijd en werd hij enkel door Frank Boeckx vervangen in de bekerwedstrijd tegen Union Sint-Gillis en de laatste Europa League-groepswedstrijd tegen Dinamo Zagreb. Didillon werd in de reguliere competitie geroemd om zijn reflexen en leiderschap, en werd geregeld zelfs een lichtpunt genoemd in een voor de rest donker seizoen voor Anderlecht. Op de eerste twee speeldagen van Play-off 1 ging hij echter in de fout tegen KRC Genk en Club Brugge na slecht voetenwerk, waardoor de perceptie rond hem veranderde.
Tijdens de voorbereiding op het seizoen 2019/20 ging Didillon in de oefenwedstrijden tegen AFC Ajax en AZ Alkmaar in de fout op terugspeelballen. Omdat het systeem van Vincent Kompany een meevoetballende doelman vereist en het voetenwerk van Didillon daarvoor niet goed genoeg geacht werd, ging Anderlecht in de zomer van 2019 op zoek naar een nieuwe doelman. Op de openingsspeeldag tegen KV Oostende mocht hij nog in doel staan, maar daarna werd hij vervangen door Hendrik Van Crombrugge. Vanaf de tweede speeldag schipperde Didillon tussen bank en tribune.

#### KRC Genk
In januari 2020 werd hij gehuurd door KRC Genk tot het einde van het seizoen met een aankoopoptie, Genk had op dat moment een keeperstekort. Op het einde van het seizoen werd de aankoopoptie niet gebruikt en keert Didillon dus terug naar Anderlecht.

### Cercle Brugge
In augustus 2020 ondertekende Didillon een contract voor vier seizoenen bij Cercle Brugge.

## Clubstatistieken
| Seizoen | Club           | Land               | Competitie         | Competitie | Competitie | Beker | Beker | Europees | Europees | Overig | Overig | Totaal | Totaal |
| Seizoen | Club           | Land               | Competitie         | Wed.       | Dlp.       | Wed.  | Dlp.  | Wed.     | Dlp.     | Wed.   | Dlp.   | Wed.   | Dlp.   |
| ------- | -------------- | ------------------ | ------------------ | ---------- | ---------- | ----- | ----- | -------- | -------- | ------ | ------ | ------ | ------ |
| 2013/14 | FC Metz        | Vlag van Frankrijk | Ligue 2            | 1          | 0          | 0     | 0     | —        | —        |        |        | 1      | 0      |
| 2014/15 | → RFC Seraing  | Vlag van België    | Proximus League    | 31         | 0          | 0     | 0     | —        | —        |        |        | 31     | 0      |
| 2015/16 | FC Metz        | Vlag van Frankrijk | Ligue 2            | 27         | 0          | 0     | 0     | —        | —        |        |        | 27     | 0      |
| 2016/17 | FC Metz        | Vlag van Frankrijk | Ligue 1            | 32         | 0          | 1     | 0     | —        | —        |        |        | 32     | 0      |
| 2017/18 | FC Metz        | Vlag van Frankrijk | Ligue 1            | 9          | 0          | 2     | 0     | —        | —        |        |        | 10     | 0      |
| 2018/19 | RSC Anderlecht | Vlag van België    | Jupiler Pro League | 40         | 0          | 0     | 0     | 5        | 0        |        |        | 45     | 0      |
| 2019/20 | RSC Anderlecht | Vlag van België    | Jupiler Pro League | 1          | 0          | 0     | 0     | —        | —        |        |        | 1      | 0      |
| 2019/20 | → KRC Genk     | Vlag van België    | Jupiler Pro League | 6          | 0          | 0     | 0     | 0        | 0        |        |        | 6      | 0      |
| 2020/21 | Cercle Brugge  | Vlag van België    | Jupiler Pro League | 30         | 0          | 0     | 0     | —        | —        |        |        | 30     | 0      |
| 2021/22 | Cercle Brugge  | Vlag van België    | Jupiler Pro League | 29         | 0          | 0     | 0     | —        | —        |        |        | 29     | 0      |
| 2022/23 | AS Monaco      | Vlag van Frankrijk | Ligue 1            | 0          | 0          | 1     | 0     | 0        | 0        |        |        | 1      | 0      |
| 2024/25 | Willem II      | Vlag van Nederland | Eredivisie         | 34         | 0          | 0     | 0     | 0        | 0        | 4      | 0      | 38     | 0      |
| Totaal  | Totaal         | Totaal             | Totaal             | 240        | 0          | 4     | 0     | 5        | 0        | 4      | 0      | 253    | 0      |

## Interlandcarrière
Thomas Didillon doorliep ook verschillende nationale Franse jeugdteams. Hij werd onder meer opgeroepen voor de U16, U18, U19, U20, U21.